# Межконтинентальный кубок по пляжному футболу среди женщин 2021
Межконтинентальный кубок по пляжному футболу среди женщин 2021 (англ. 2021 Woman Beach Soccer Intercontinental Cup) — первый розыгрыш этого турнира по пляжному футболу. С 13 по 15 августа 2021 года 4 ведущие национальные сборные из 3 конфедераций поборются за трофей в Москве.

## Участвующие команды
| Команда                 | Конфедерация | Участие |
| ----------------------- | ------------ | ------- |
| Россия (страна-хозяйка) | УЕФА         | 1-й раз |
| Испания                 | УЕФА         | 1-й раз |
| Бразилия                | КОНМЕБОЛ     | 1-й раз |
| США                     | КОНКАКАФ     | 1-й раз |

## Групповая стадия

### Регламент начисления очков
При победе в основное время команда получает 3 очка, в случае победы в дополнительное время - 2 очка и 1 очко за победу в серии пенальти. Проигравшая команда очков не набирает.
Если две или более команд заканчивают турнир с одинаковым количеством очков, то итоговое расположение команд определяется по следующим критериям: 

1. Наибольшее количество очков, набранных в матчах между этими командами; 

2. Наибольшая разница мячей в результате турнира между заинтересованными командами; 

3. Наибольшее количество забитых мячей во всех матчах турнира между заинтересованными командами; 

4. Наибольшая разница мячей во всех турнира; 

5. Наибольшее количество забитых мячей во всех матчах турнира; 

6. По жеребьевке 
| Поз | Команда    | И | В | ВО | ВП | П | МЗ | МП | РМ | О | Квалификация |
| --- | ---------- | - | - | -- | -- | - | -- | -- | -- | - | ------------ |
| 1   | Бразилия   | 3 | 2 | 0  | 0  | 1 | 9  | 9  | 0  | 6 | Чемпион      |
| 2   | Испания    | 3 | 2 | 0  | 0  | 1 | 10 | 8  | +2 | 6 |              |
| 3   | Россия (Х) | 3 | 1 | 1  | 0  | 1 | 9  | 6  | +3 | 5 |              |
| 4   | США        | 3 | 0 | 0  | 0  | 3 | 6  | 11 | −5 | 0 |              |

| Испания | 2 : 3 | Бразилия |
| ------- | ----- | -------- |
|         |       |          |

| Россия | 2 : 1 (доп. вр.) | США |
| ------ | ---------------- | --- |
|        |                  |     |

| Бразилия | 5 : 3 | США |
| -------- | ----- | --- |
|          |       |     |

| Россия | 3 : 4 | Испания |
| ------ | ----- | ------- |
|        |       |         |

| Испания | 4 : 2 | США |
| ------- | ----- | --- |
|         |       |     |

| Россия | 4 : 1 | Бразилия |
| ------ | ----- | -------- |
|        |       |          |